# داشاغل (بهي دهبكري)
داشاغل (بالفارسية: داشاغل) هي قرية تقع في إيران في قسم بهي دهبکري الريفي. يقدر عدد سكانها بـ 230 نسمة .